# Ferrari Virtual Race
Ferrari Virtual Race (o FVR) es un simulador de carreras gratuito de Ferrari desarrollado por Synetic. Fue lanzado el 30 de marzo de 2009 para Microsoft Windows y podía ser descargado desde el sitio web de Ferrari.

## Jugabilidad
Ferrari Virtual Race es un juego de carreras en el que podremos conducir tres vehículos distintos de la escudería Ferrari, a través del circuito de Mugello.
Los tres autos que podremos conducir son el Ferrari 599 GTB Fiorano, el Ferrari 612 Scaglietti y el Ferrari F430, y se le pueden aplicar diferentes capas de pintura.
En la configuración de carrera se puede elegir el número de vueltas o el número de oponentes. Además, se puede configurar la IA de los contrincantes, de modo que sean más o menos competentes.
Uno de los puntos más destacables es su apartado gráfico, incluso se daña la carrocería al chocar. Además, hay muchas de opciones de configuración.
Ferrari Virtual Race es un juego de carreras que es algo escaso debido a que solo ofrece un circuito y tres autos. Sin embargo, se pueden añadir  más autos y circuitos mediante mods.